# アベル・ラモス
アベル・ラモス（Abel Ramos、1991年7月2日 - ）は、アメリカ合衆国のプロボクサー。ペンシルベニア州ゲティスバーグ出身。甥のヘスス・ラモスもプロボクサー。

## 来歴

### プロ時代
2011年9月2日、プロデビュー戦を行い4回3-0の判定勝ち。
2015年12月11日、ヒューストンでレジス・プログレイスとNABFスーパーライト級ジュニア王座決定戦を行い、8回終了時に棄権によるTKO負けで王座獲得に失敗した。
2017年2月10日、マイアミのバッファロー・ラン・カジノでUSBAスーパーライト級王者イバン・バランチェクと対戦し、10回0-3の判定負けを喫し王座獲得に失敗した。
2020年9月6日、ロサンゼルスのマイクロソフト・シアターでWBA世界ウェルター級1位のヨルデニス・ウガスとWBA世界ウェルター級レギュラー王座決定戦を行い、12回1-2（117-111、2者が113-115）の判定負けを喫し王座獲得に失敗した。
2021年5月1日、カリフォルニア州のディグニティ・ヘルス・スポーツ・パーク・テニスコートで、新型コロナウイルスの影響で集客が規制されている中で無観客試合が続いていたカリフォルニア州で初の客入れとなる3,940人を動員し、オマール・フィゲロアとWBA世界ウェルター級挑戦者決定戦を行い、6回終了後にフィゲロアが棄権したためTKO勝ちを収めジャーマル・ジェームスへの挑戦権を獲得した。この試合でフィゲロアは20万ドル（約2180万円）、ラモスは15万ドル（約1640万円）のファイトマネーを稼いだ。
2024年11月15日、テキサス州アーリントンのAT&Tスタジアムでマイク・タイソン対ジェイク・ポールの前座でWBC世界ウェルター級王者のマリオ・バリオスと対戦し、12回1-1（114-112、113-113、110-116）の引き分けに終わり王座獲得に失敗した。

## 戦績
- プロボクシング：37戦 28勝（22KO）6敗 3分